# Batman (grad)
Batman (kurdski: Êlih) je administrativni centar istoimene turske pokrajine Batman s 547.581 stanovnika. Grad je imenovan po rijeci Batman Çayı. Podrijetlo imena Batman još ni danas nije poznato. Do 1950-ih Batman je bilo selo koje se zvalo Iluh. S otkrićem naftnih polja 1940-ih počelo je doseljavanje novih radnika te brzi razvoj grada i okolice.

## Zemljopis
Batman leži na jugoistoku Turske, u regiji Jugoistočnoj Anadoliji, u brdovitoj unutrašnjosti. 
Grad se nalazi na visoravni od 540 metara nadmorske visine okružen surim golim planinama bez drveća. Kroz grad protječe rijeka Iluh, pritoka rijeke Batman koja se nedaleko od grada ulijeva u Tigris. Udaljen je oko 97 km istočno od Diyarbakıra i oko 130 km od granice sa Sirijom.

## Povijest
Sve do 1950-ih Batman je bio selo po imenu Iluh s oko 3 000 stanovnika. Za njegov skokoviti rast zaslužna su nalazišta nafte otkrivena u okolici tijekom 1940-ih. Od 1944. povezan je željeznicom s Ankarom, što je pogodovalo i dolasku mnogobrojnih novih stanovnika iz svih dijelova Turske u grad u potrazi za poslom. 
Brzorastućem gradu je 1957. ime promijenjeno u Batman, po najznačajnijoj istoimenoj rijeci u tom kraju. Istovremeno je postao i administrativni centar okruga. Veliki doprinos razvoju grada bila je izgradnja rafinerije nafte i naftovoda dugog 511 km do lučkog grada Dörtyol na Mediteranu koji je dovršen 1967.
Grad ima sveučilište koje je osnovano 2007.
Uz naftu, koja je glavni izvor gradskih prihoda, grad je poznat i po kemijskoj i prehrambenoj industriji te proizvodnji bezalkoholnih pića, namještaja, obuće i transportnih sredstava.

## Poznate osobe
- Ahmet Arı, turski nogometaš
- Devran Ayhan, turski nogometaš
- Erdal Akdari, turski nogometaš
- Mehmet Emin Ekmen, turski političar
- Mehmet Gönülaçar, turski nogometaš
- Nurullah Kaya, turski nogometaš
- Orhan Kapucu, turski nogometaš
- Veysi Emer, kurdski glazbenik
- Mehmet Şimşek, turski tajnik

## Galerija
- Ulica Diyarbakır
- Pogled na centar grada
- Trg
- Pogled na Batman

## Vanjske poveznice

### Sestrinski projekti
|  | Zajednički poslužitelj ima još gradiva o temi Batman (grad) |

### Mrežna mjesta
- Službena stranica